# Giuliano Dami

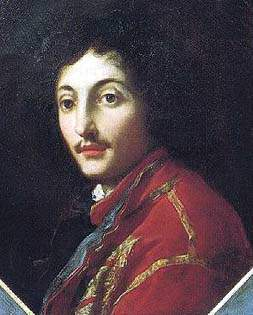
Ritratto di Giuliano Dami

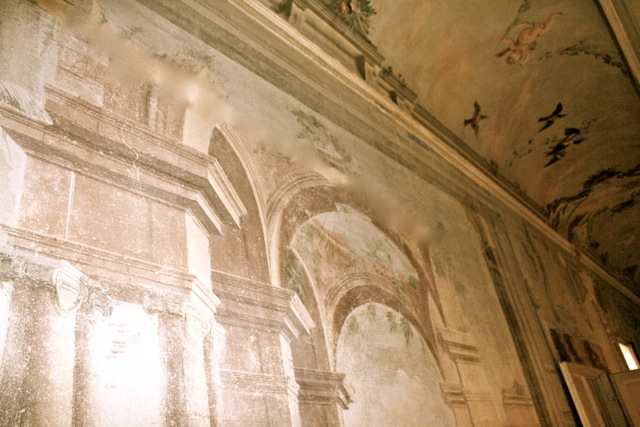
La galleria settecentesca di Palazzo Dami, Firenze

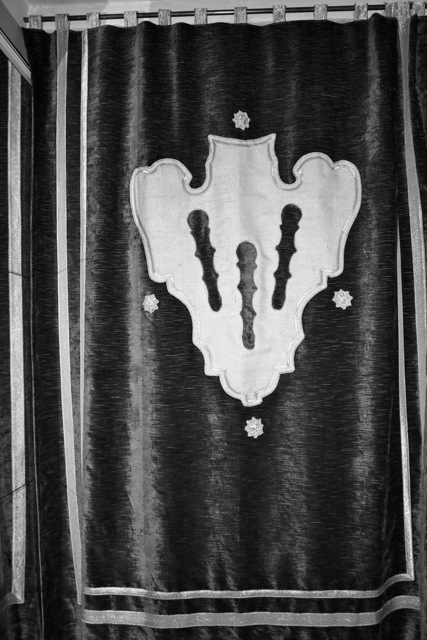
Stendardo con l'arme di Giuliano Dami

Giuliano Dami (Mercatale in Val di Pesa, 14 settembre 1683 – Firenze, 5 aprile 1750) fu cubiculario, aiutante di camera e favorito del Granduca di Toscana Gian Gastone de' Medici.

## Biografia
Figlio di Vincenzo Dami e di Catarina di Cristofano Ambrogi, di origini popolari, possedeva un'eccezionale bellezza fisica; inizialmente, stette al servizio del marchese Ferdinando Capponi, come palafreniere. Durante una visita del proprio padrone alla corte medicea, Dami colpì col suo aspetto fisico il giovane principe Gian Gastone, che chiese al Capponi di "donargli" il servitore. Dami divenne, da allora, il suo amante e compagno di avventure, e lo seguì addirittura dopo il matrimonio con la principessa tedesca Anna Maria Francesca di Sassonia-Lauenburg (1697), prima in un piccolo villaggio della Boemia, Reichstadt, la capitale dello Stato della moglie del principe, e poi a Praga.
Nel 1708 Gian Gastone abbandonò per sempre la moglie e tornò a Firenze, ovviamente sempre con Giuliano a fianco, oramai sua vera e propria eminenza grigia, e nel 1723 successe, ultimo discendente della casata medicea, al padre Cosimo III.
Durante i suoi tredici anni di governo, sebbene fosse anche capace di prendere decisioni sagge e sensate, Gian Gastone trascorse quasi tutto il suo tempo chiuso nelle sue stanze di Palazzo Pitti, trascorrendo il tempo a letto e partecipando a festini lussuriosi. "Regista" di queste orge era proprio il fidatissimo Giuliano, che si incaricava personalmente di organizzare bagordi reclutando decine di ragazzini di entrambi i sessi e, generalmente, di modestissima condizione sociale. Questi ultimi, posti al servizio del Granduca, furono chiamati "ruspanti" perché pagati con le monete dette "ruspi". Si calcola che nel 1731 fossero circa 370 e costituissero anche un pericolo per l'ordine pubblico, perché il loro comportamento era condizionato dalla sicurezza di incolumità che gli derivava dalla protezione del sovrano e del suo favorito.
Mentre organizzava i festini, Giuliano Dami trovava il tempo di dedicarsi anche al proprio arricchimento personale, chiedendo "tangenti" in cambio di raccomandazioni al Granduca o per l'ammissione alle orge di corte; era anche solito accordarsi con mercanti e rigattieri, ai quali vendeva oggetti di valore di Palazzo Pitti, che, a loro volta, li rivendevano al Granduca.
Il potere di Giuliano Dami iniziò a scemare quando le condizioni di salute di Gian Gastone peggiorarono e il Granduca decise di prepararsi da buon cristiano alla morte, riavvicinandosi alla sorella Anna Maria Luisa, implacabile nemica dell'ex palafreniere.
Bisogna ammettere che le vicende legate al Dami e allo stesso Gian Gastone nella fase crepuscolare del regno hanno connotazioni esageratamente fantasiose: siamo ancora in epoca di monarchie assolute, ove le stravaganze dei sovrani non erano certo esclusiva fiorentina, ma l'esasperazione delle descrizioni riguardanti la vita privata del settimo granduca, manovrato dal suo 'favorito', tradiscono una componente 'romanzesca', quasi si volesse divertire il lettore, dovuta sicuramente all'antipatia suscitata dal Dami e forse per necessità dei nuovi Granduchi stranieri di ricordare l'ultimo de' Medici come un degenerato, per ammorbidire il loro arrivo in Toscana, deciso a tavolino da un algido imperatore a chilometri di distanza.
Nonostante le origini semplici, bisogna tuttavia riconoscere al Dami, in conclusione, che seppe sviluppare una propria inclinazione al bello: alla sua committenza si devono opere di grande valore artistico ancora oggi conservate, quali la splendida Galleria del palazzo di città e della Villa di Broncigliano a Scandicci, affrescate dal pennello di Niccolò Pintucci, con il quale strinse una sincera amicizia. Bisognerebbe rivalutare almeno in parte la figura di questo dimenticato personaggio, attraverso la lettura delle opere d'arte e d'architettura da lui volute, che ci sono pervenute dopo quasi tre secoli di oblio.
Ricondurre allo stesso parte delle responsabilità del declino della sovranità medicea su Firenze fu probabilmente anche il risultato della propaganda straniera che s'affrettava a intronarsi nel Granducato. Lo stesso Alberto Bruschi, al quale si riconosce di avere tracciato la più esauriente biografia di Giuliano Dami, ha scritto che in fondo il 'Favorito' dette a Gian Gastone quello che Gian Gastone gli chiese, nel bene e nel male.

## Fonti
La fonte bibliografica settecentesca che più ha influenzato gli storici contemporanei è un manoscritto che narra le vite dissolute degli ultimi Medici, con esplicito riferimento poco lusinghiero al Dami, ma che trattandosi del pensiero di un solo individuo non ci è dato di poterla considerare assolutamente veritiera, anche perché lo scrittore del XVIII secolo usa spesso termini così carichi di disprezzo nei confronti del soggetto da lasciarne intendere un risentimento personale. Quindi, per una lettura più attuale, verrebbe spontaneo attribuire al Dami il merito per ciò che di buono ha lasciato in termini di patrimonio artistico e monumentale rispetto alle malevoli recensioni infondate e poco analizzate dei suoi contemporanei. È giusto riconoscergli un personale talento.

### Monografie
- Alberto Bruschi, Giuliano Dami. Aiutante di Camera del granduca Gian Gastone de' Medici, Firenze, Opus libri, 1997, ISBN 88-8116-031-5.

### Opere generali
- Harold Acton, Gli ultimi Medici (The last of the Medici), Orioli, Firenze 1930. ISBN 8806598708.
- Alberto Bruschi, Gian Gastone. Un trono di solitudine nella caligine di un crepuscolo, SP, Firenze 1995.
- Alberto Bruschi, Paolino Dolci. Nobile ruspante fiorentino, Falciani, Firenze 2000.
- Alberto Bruschi e Anita Valentini (a cura di), Delle orazioni in morte di S.A.R. Gian Gastone de' Medici VII Granduca di Toscana e delle lodi in vita di Giuliano Dami e compagni. Un manoscritto inedito della metà del XVIII secolo, Falciani, s.l. ma Firenze 1997.
- Giuseppe Conti, Firenze, dai Medici ai Lorena, Bemporad, Firenze 1909.
- Luigi Gualtieri, Storia della nobile e reale famiglia de' Medici. Edito come: Luca Ombrosi (sic), Vita dei Medici sodomiti, Canesi, Milano 1965.
- Luca Ombrosi (sic), Vita di Gio. Gastone 1., settimo ed ultimo granduca della R. Casa de' Medici: con la lista dei Provvisionati di Camera, dal volgo detti i Ruspanti, "Il giornale di erudizione", Firenze 1886. Ristampa anastatica: Forni, Bologna 1967 (contiene parti del manoscritto di Gualtieri non edite nella riedizione del 1965, in particolar modo l'elenco dei "ruspanti").